# João Pedro de Almeida Mota
João Pedro de Almeida Mota, também conhecido como Juan Pedro de Almeida y Mota, (Lisboa, 24 de junho de 1744-Madrid, c. dezembro de 1817) foi um compositor e mestre de capela português ativo em Espanha e Portugal.

## Vida
Os estudos musicais de João Pedro de Almeida Mota foram provavelmente como menino de coro, ou na Catedral de Lisboa ou na igreja de São Vicente de Fora, sendo ambas igrejas o centro da atividade musical em Lisboa nesse momento.
As suas primeiras atividades profissionais foram como cantor da capela real de José I. Posteriormente passou a trabalhar na capela de música de Gaspar de Braganza, arcebispo de Braga, que estava a formar um pequena corte na cidade.
Em agosto de 1771, João emigrou para Santiago de Compostela por motivos hoje desconhecidos. Na Catedral de Santiago ingressou como tenor da capela de música, mas em setembro desse mesmo ano partiu para Mondonhedo, onde passou a ocupar o mesmo cargo na Catedral.Foi também em Mondonhedo que compôs as suas primeiras obras que se conservaram (doze composições litúrgicas em latim) e promoveu sua ópera "Il casal per concorso".
A 20 de julho de 1775 conseguiu o cargo de mestre de capela segundo da Catedral de Lugo, onde renovou musicalmente a capela, que representava «música antiquíssima, que por tal já incomoda e pode perturbar a devoção». Quatro anos depois, no final de 1779, faleceu o mestre Manuel López del Río, pelo que o magistério de Lugo ficou vago. No entanto Almeida não foi nomeado para tomar o seu lugar, mas sim Francisco Náger, que na altura era mestre de capela da Catedral de Orense, o que levou Almeida a apresentar uma reclamação junto do Conselho de Castela. O Conselho de Castela deu razão a Almeida, mas Náger permaneceu no seu cargo e Almeida permaneceu como mestre substituto. Nesta época também se interessou pelos magistérios de Oviedo e Plasência, mas acabou por não se apresentar aos concursos.
No dia 19 de março de 1783, foi nomeado mestre de capela da Catedral de Astorga, cargo que ocupou durante uma década.
A 19 de março de 1783, foi nomeado mestre de capela da Catedral de Astorga, cargo que ocupou durante uma década.
A 28 de abril de 1793, começou o seu trabalho como mestre no Real Colégio de Meninos Cantorcicos de Madrid. A instituição era dirigida pelo mestre de capela da Real Capela, António Ugena, cujas relações com Almeida nunca foram cordiais, ao contrário das que Almeida manteve com Boccherini. Em Madrid, o seu prestígio como compositor foi crescendo aos poucos, o que se pode ver no envio da sua música em 1797 para o editor Pleyel, impulsionado por Boccherini. Como diz o musicólogo X. M. Carreira, «atestiga o aumento salarial de 400 ducados com a obrigação de compor música para a Real Capela que lhe foi concedida (16 de abril de 1798), origem do jogo de lamentações para a Semana Santa de 1799 e talvez dos Quartetos de corda que se conservam no arquivo do Palácio Real».
No final de 1799 regressou a Portugal, onde permaneceu até o início de 1800. Em 1803, foi membro do painel de juízes que avaliou as oposições para o novo mestre de capela da Catedral de Astorga o que levou a uma desagradável disputa com Ugena, que acusou Almeida de mentir na sua solicitação de permissão para ir a Astorga, "todos temos direito ao crédito e veracidade das nossas palavras, é novidade que um cabido escolha ou dê comissão a um sujeito que teve com ele processos dilatados e barulhentos". Não se conhecem processos de Almeida em Astorga e seria contraditório que o cabido metropolitano solicitasse ao mestre como juiz das oposições se Almeida tivesse processos lá.
Em 1808, com a ocupação francesa, a Capela Real foi fechada, o que causou problemas económicos para os músicos, que só foram resolvidos com a restituição de Fernando VII de Espanha em 1814. Almeida recuperou o seu posto no colégio, mas faleceu pouco depois, em dezembro de 1817.  

## Obras
Almeida Mota dedicou toda a sua vida ao serviço da Igreja e deixou mais de 200 obras em arquivos e catedrais em Espanha e Portugal. Entre as suas composições mais importantes está um oratório intitulado “Paixão para solistas, coro e orquestra” que foi descoberto em Vila Viçosa, em Portugal.
Almeida também traduziu para espanhol o livro de teoria musical “Exame instructivo sobre a música multiforme, métrica e rítmica, no queal se pregunta e dá resrepa de muitas cousas interessantes para o Solfejo, Contraponto e Composição; seus termos privativos, Regras e Preceitos, segundo a melhor Prática, e verdadeira Theorica, presentado a Sua Alteza Real o Senhor D. João Príncipe do Brasil de seu autor Francisco Ignacio Solano” de Francisco Ignacio Solano.   O livro foi publicado em 1818 em Madrid sob o título “Examen instructivo sobre la música multiforme, métrica y rythmica, no qual perguntas e respostas dão conta de muitas coisas necessárias para o contraponto e a composição: de seus termos, regras e preceitos particulares de acordo com as melhores práticas e a verdadeira teoria”. Na sua introdução escrevia:

Existem várias obras que foram escritas e publicadas sobre as regras da música na maioria das nações; mas de muito pouca ou nenhuma utilidade, seja pela diversidade de línguas, seja por falar dessa nobre arte com tanta variedade e confusão, longe de ensinar, confundem os mesmos médicos, sem acertar com a verdadeira doutrina dos preceitos musicais primitivos e particulares. A prova dessa verdade é evidenciada por ver tantos professores que ignoram as regras da arte que praticam. Quantos compositores e professores existem que não dão conta do que escrevem e ensinam, nem sabem em que consiste a verdadeira filosofia da música? E por quê? Por falta de bons livros sobre teoria e prática. O compositor não pode fazer nada com pureza se ignorar a propriedade da harmonia e a razão da música. Hoje os jovens se contentam apenas com a voz do professor; mas nunca fará bons discípulos por conta própria sem a ajuda de certas regras.— João Pedro de Almeida Mota (1818)